# Packard Super Eight
Pour les articles homonymes, voir Packard, Super et Huit (homonymie).
La Packard Super Eight (Packard Super 8 cylindres, en anglais) est une voiture de luxe à moteur 8 cylindres, du constructeur automobile américain Packard (en activité de 1899 à 1958), déclinée en deux séries différentes entre 1933 à 1939, et entre 1948 à 1951.

## Historique

### Packard Super Eight de 1933 à 1939
Dans les années 1920 et années 1930 (les Roaring Twenties, et Années folles en France) Packard fait partie, avec Cadillac, Pierce-Arrow, et Duesenberg..., des constructeurs américains, qui commercialisent les automobiles les plus luxueuses et les plus chères du monde. 

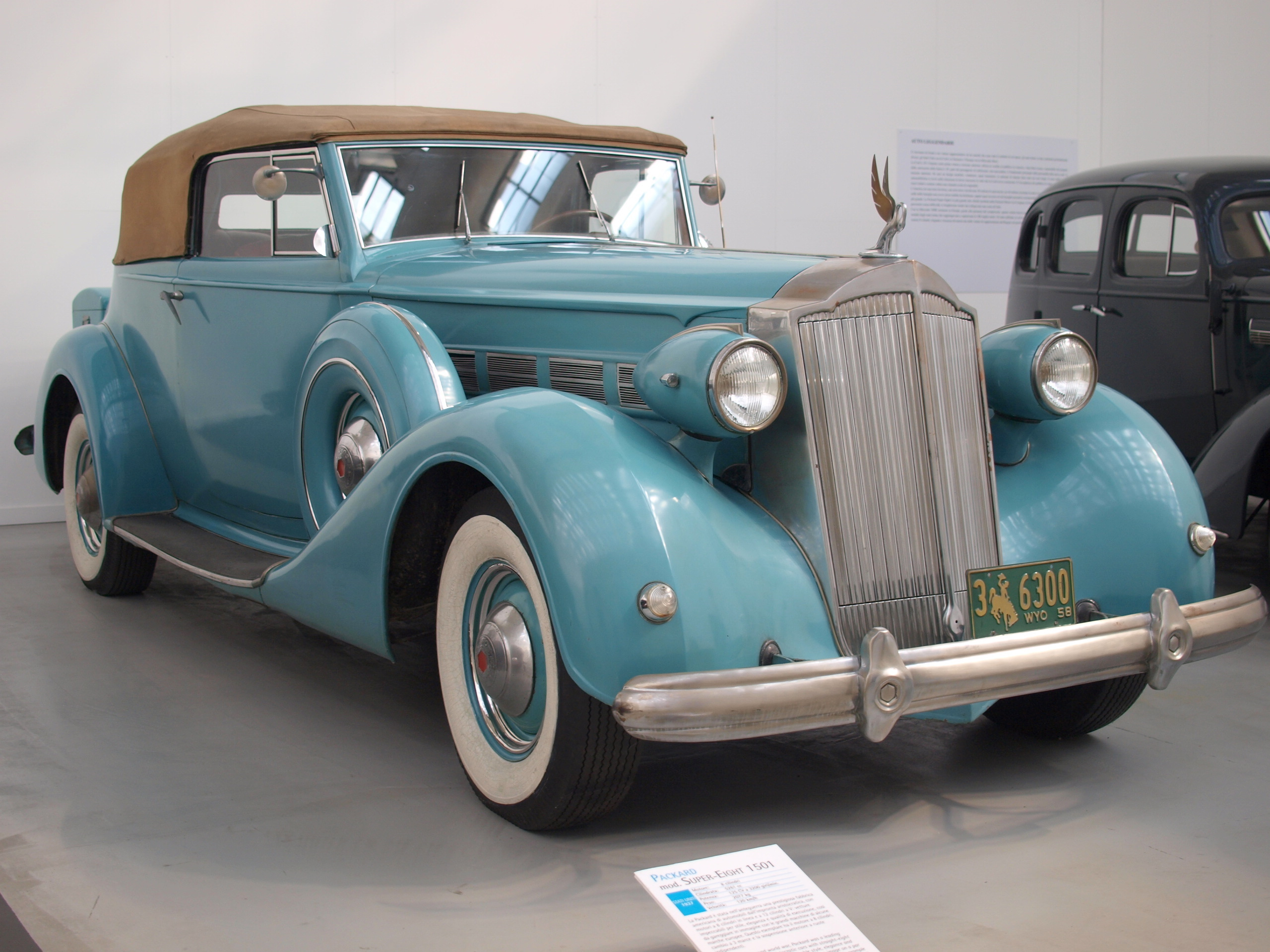
Model 1501 Coupe Roadster (1937)
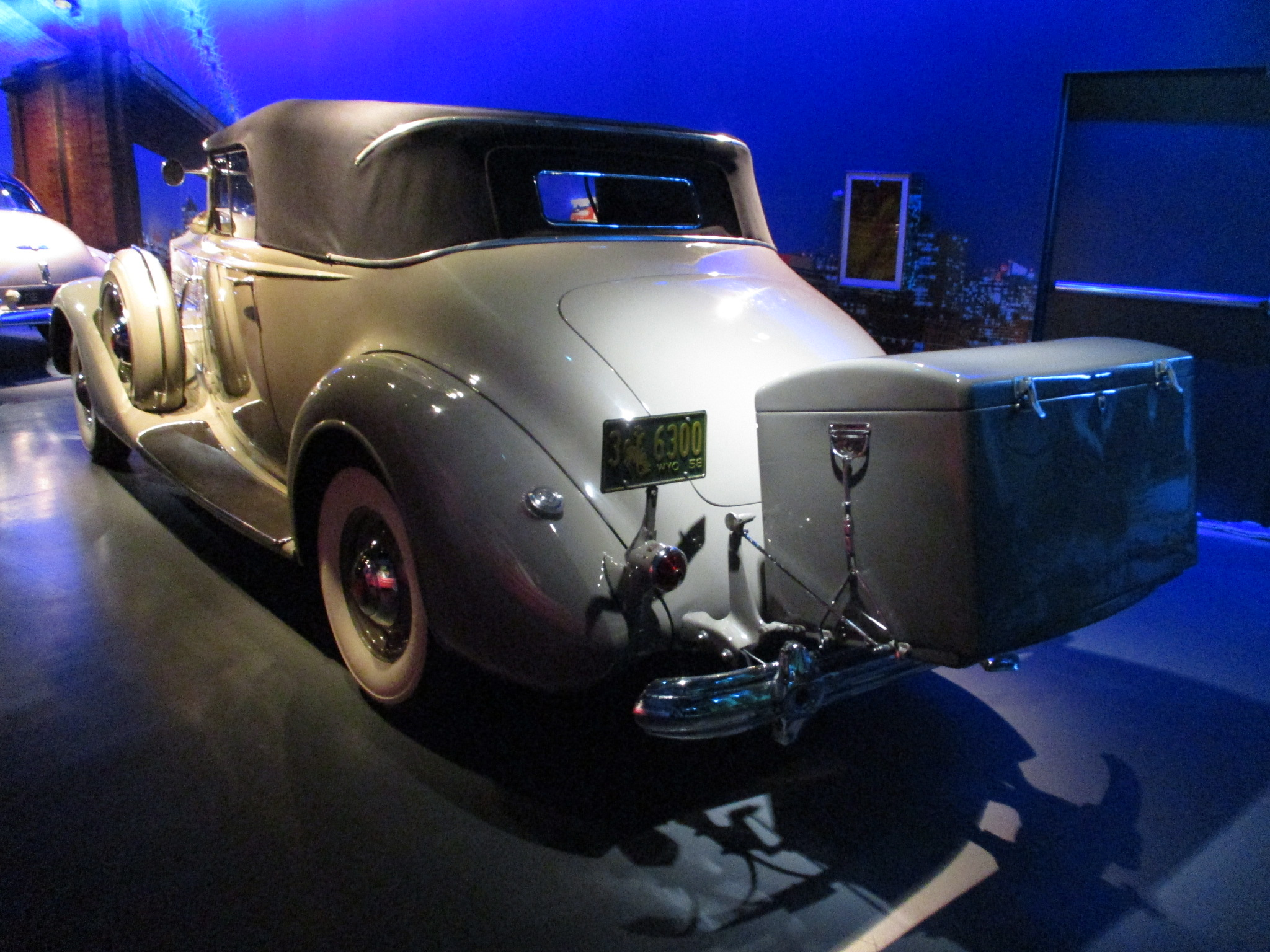
Model 1501 Roadster (1937)
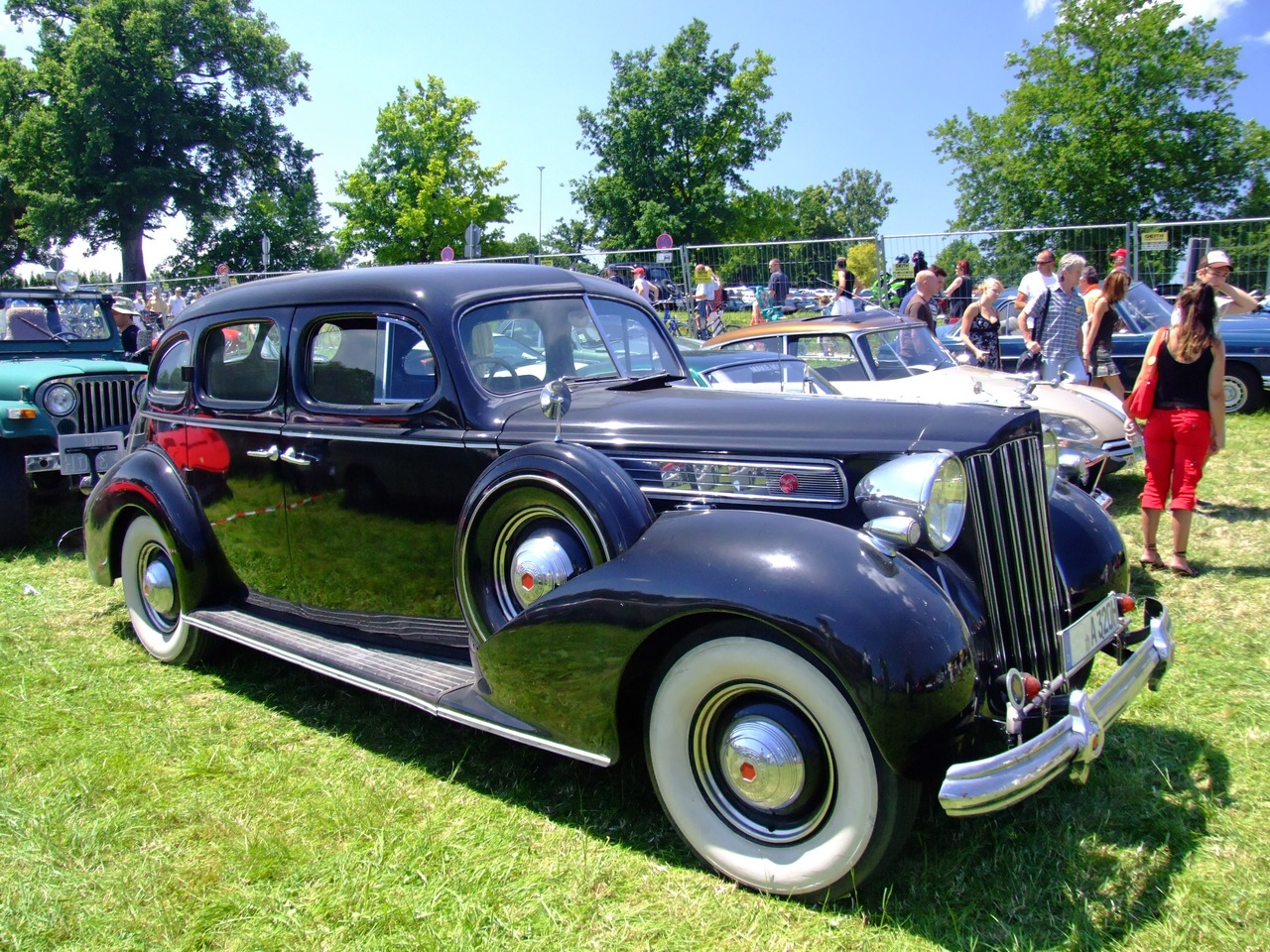
Model 1703 Touring Sedan (1939)

À partir de 1929, Packard ne construisit plus que des 8 cylindres, avant de présenter ses Packard Twelve à moteur V12 dans son catalogue en 1932 (déclinés des moteurs d'avions américains Liberty L-12 de la Première Guerre mondiale).

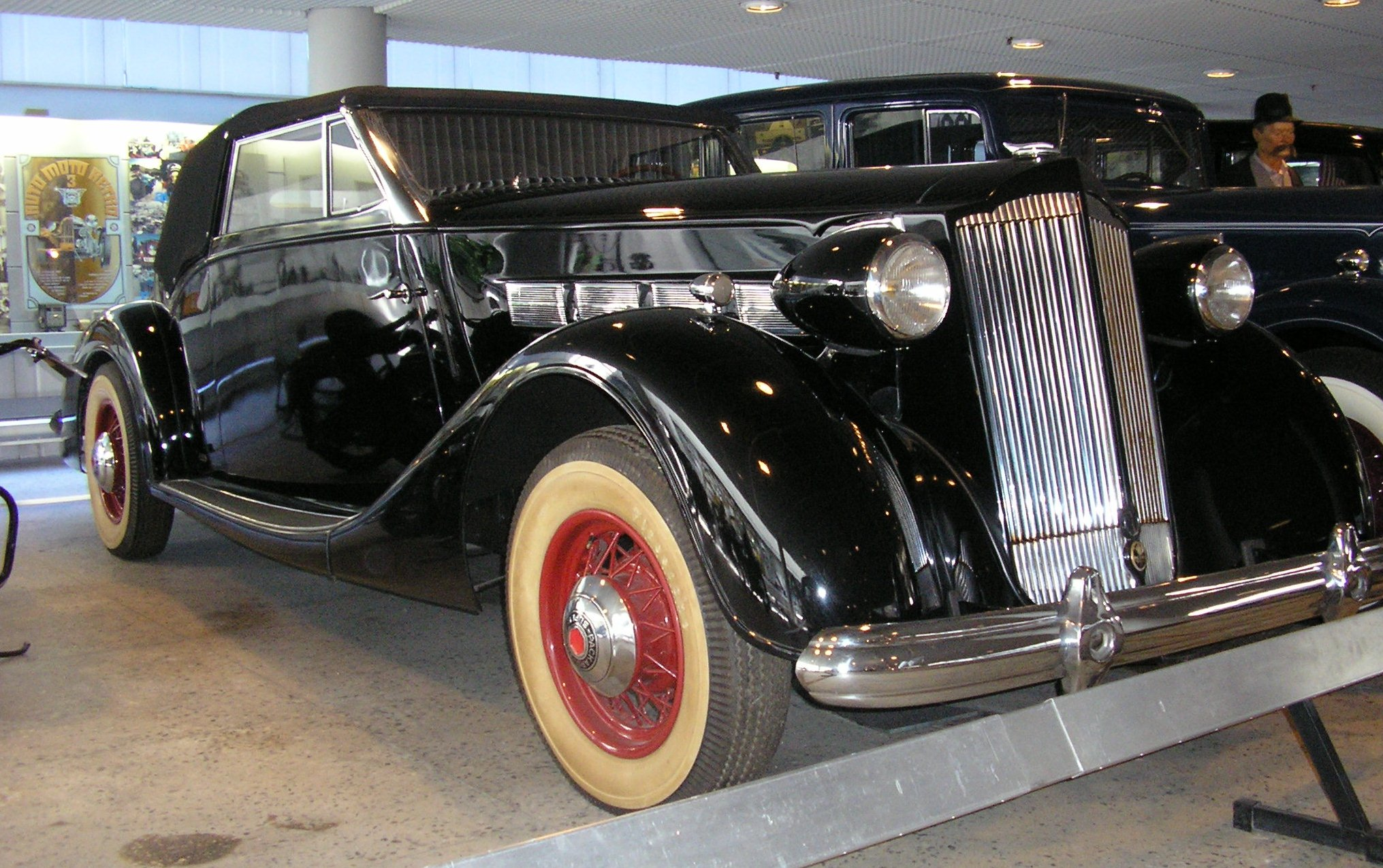
Model 1502 (1937) du roi Carol II de Roumanie
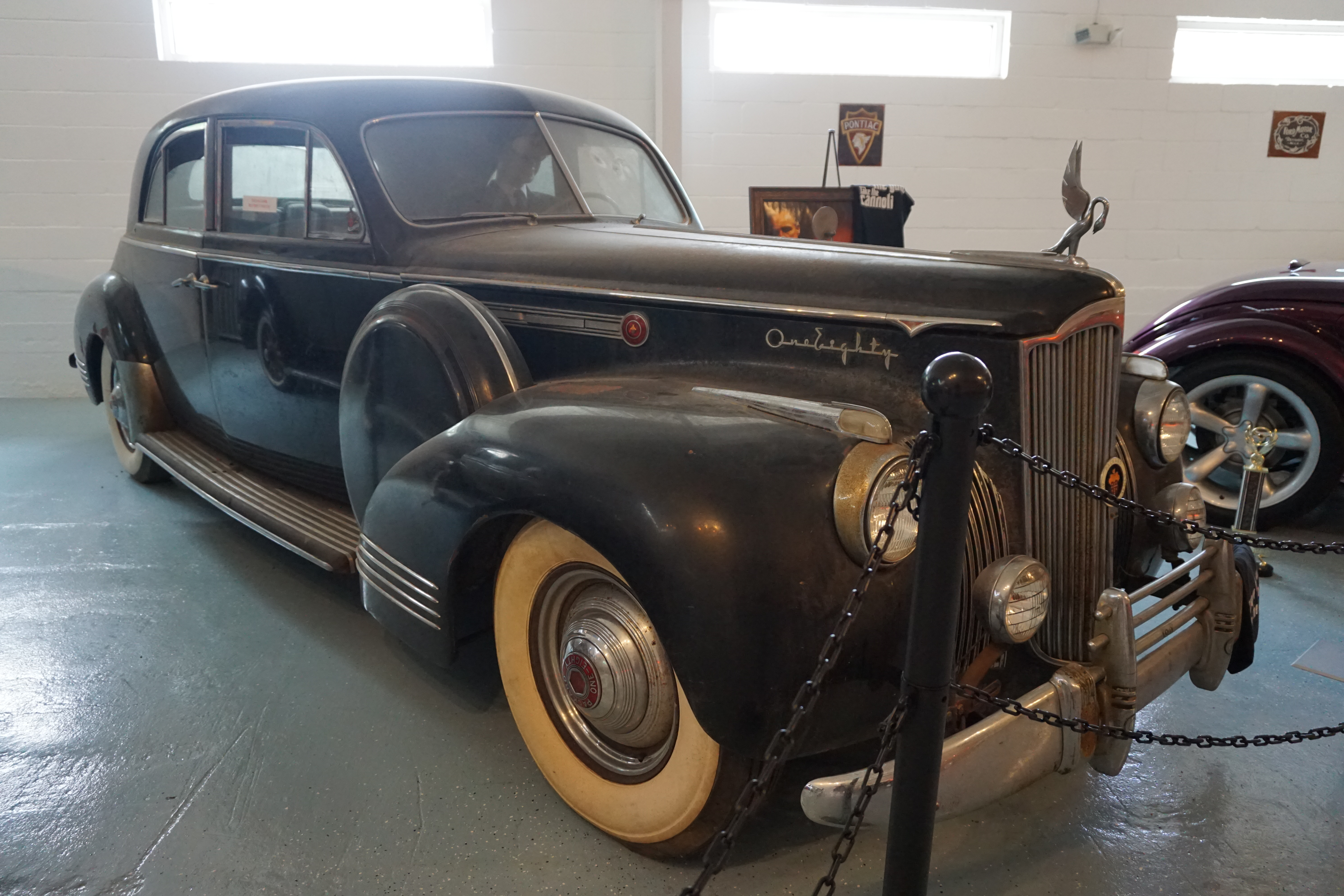
Model de 1941, du film Le Parrain de Francis Ford Coppola
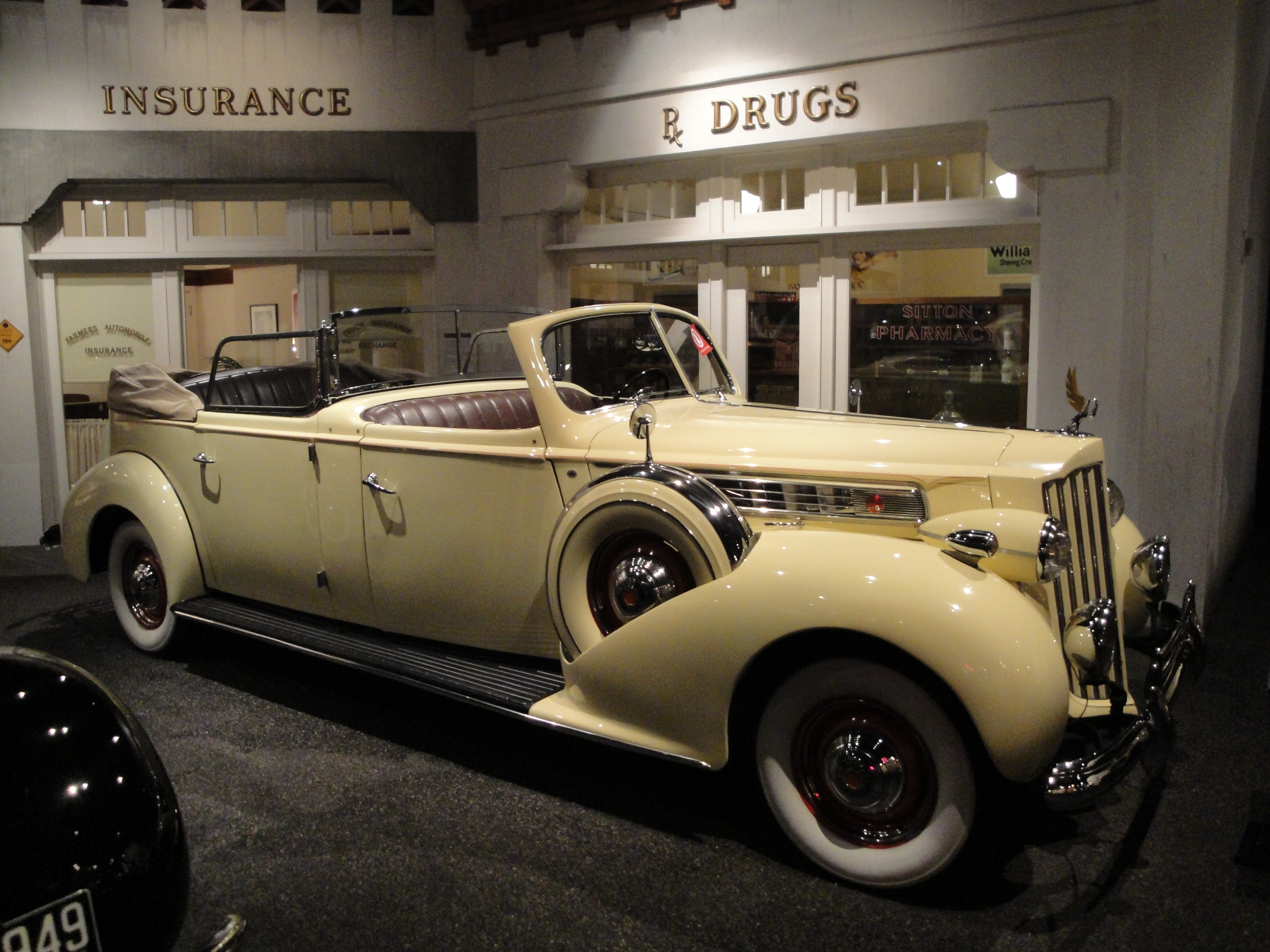
1939, du couple Juan Perón et Eva Perón

Packard commercialise une première série de Packard Super Eight entre 1933 et 1939, avec moteur 8 cylindres en ligne et carrosseries, déclinés des précédents modèles Packard Eight de 1924, de 6,2 L de cylindrée, pour 145 chevaux, pour des vitesses maxi de près de 170 km/h, selon quelques variantes de puissance de moteur et de carrosserie.

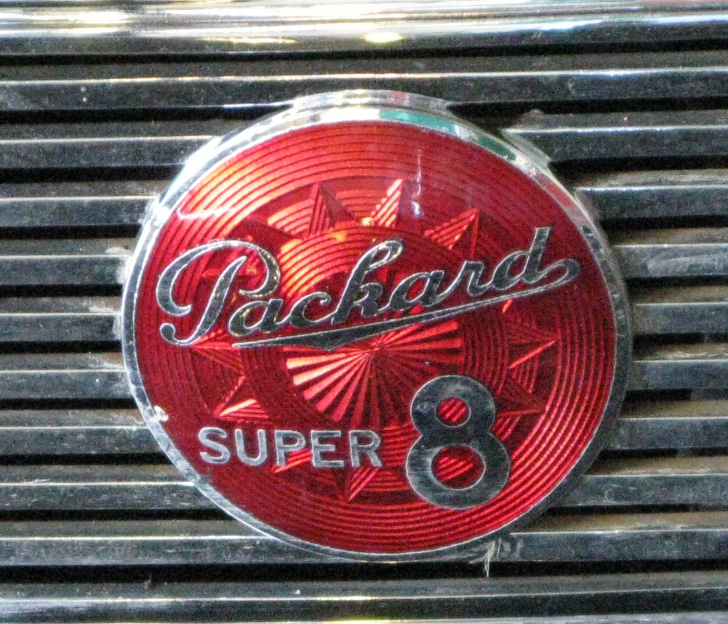
Logo Packard
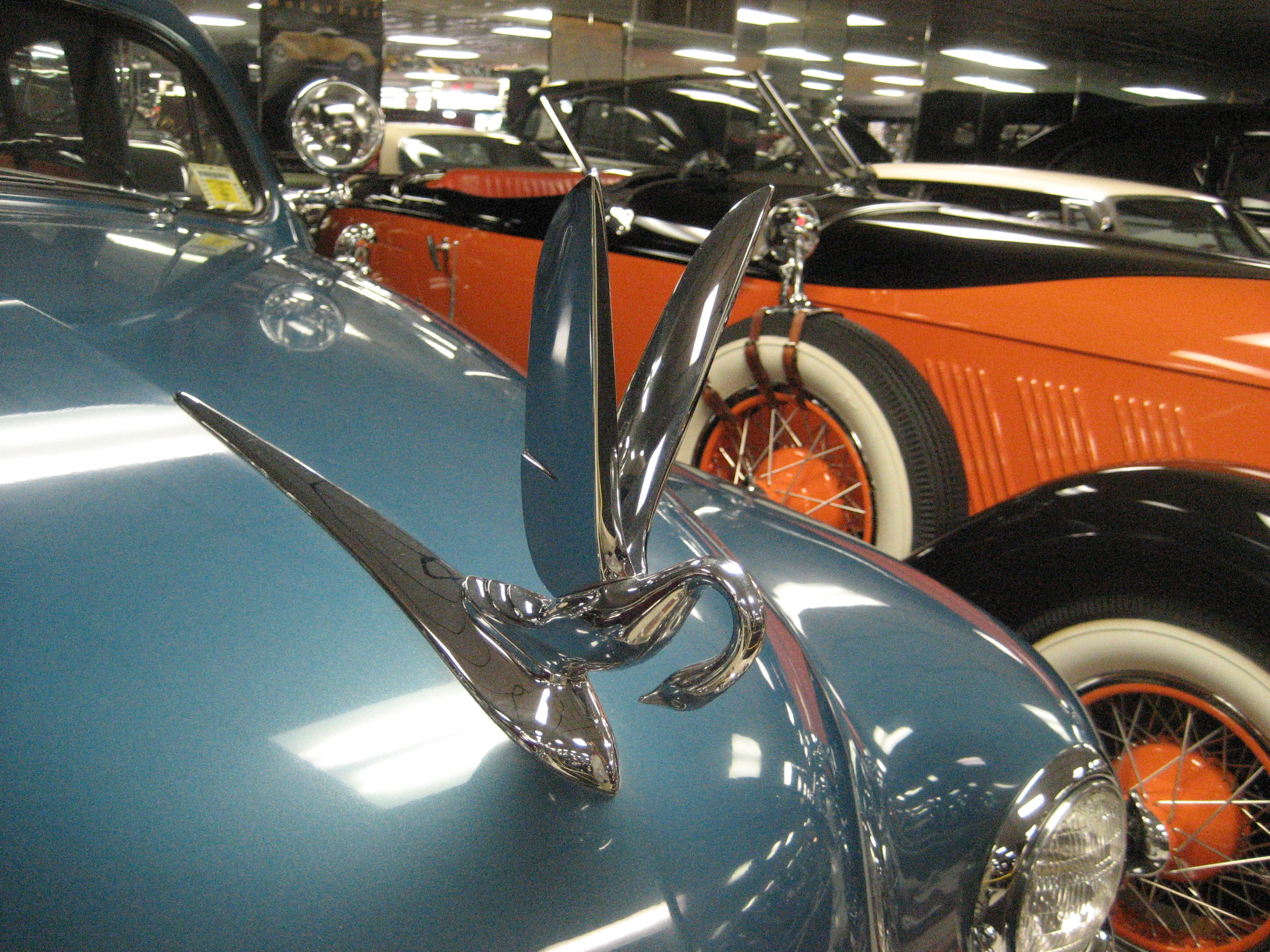
Bouchon de radiateur « Packard Swan »
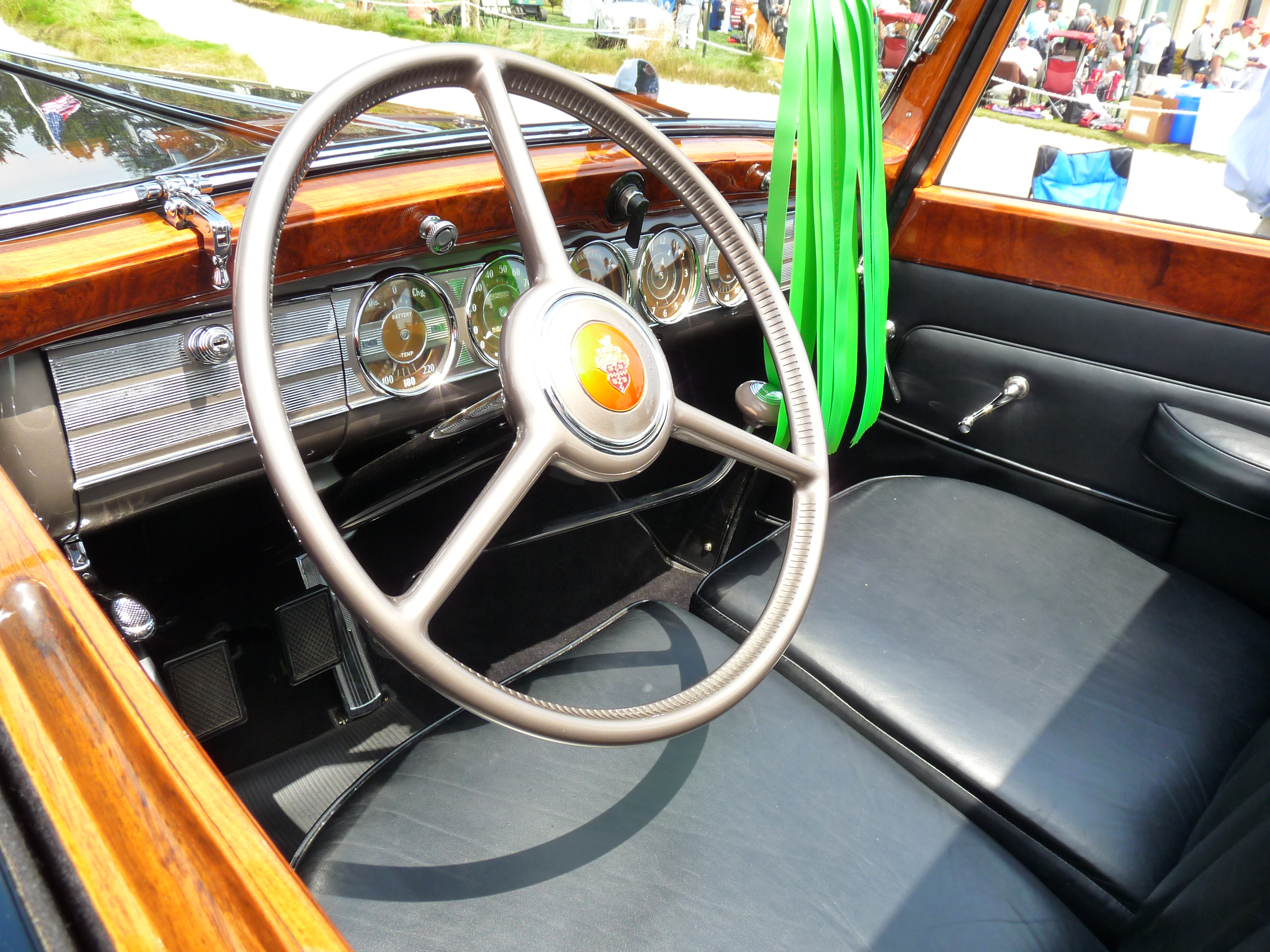
Intérieur
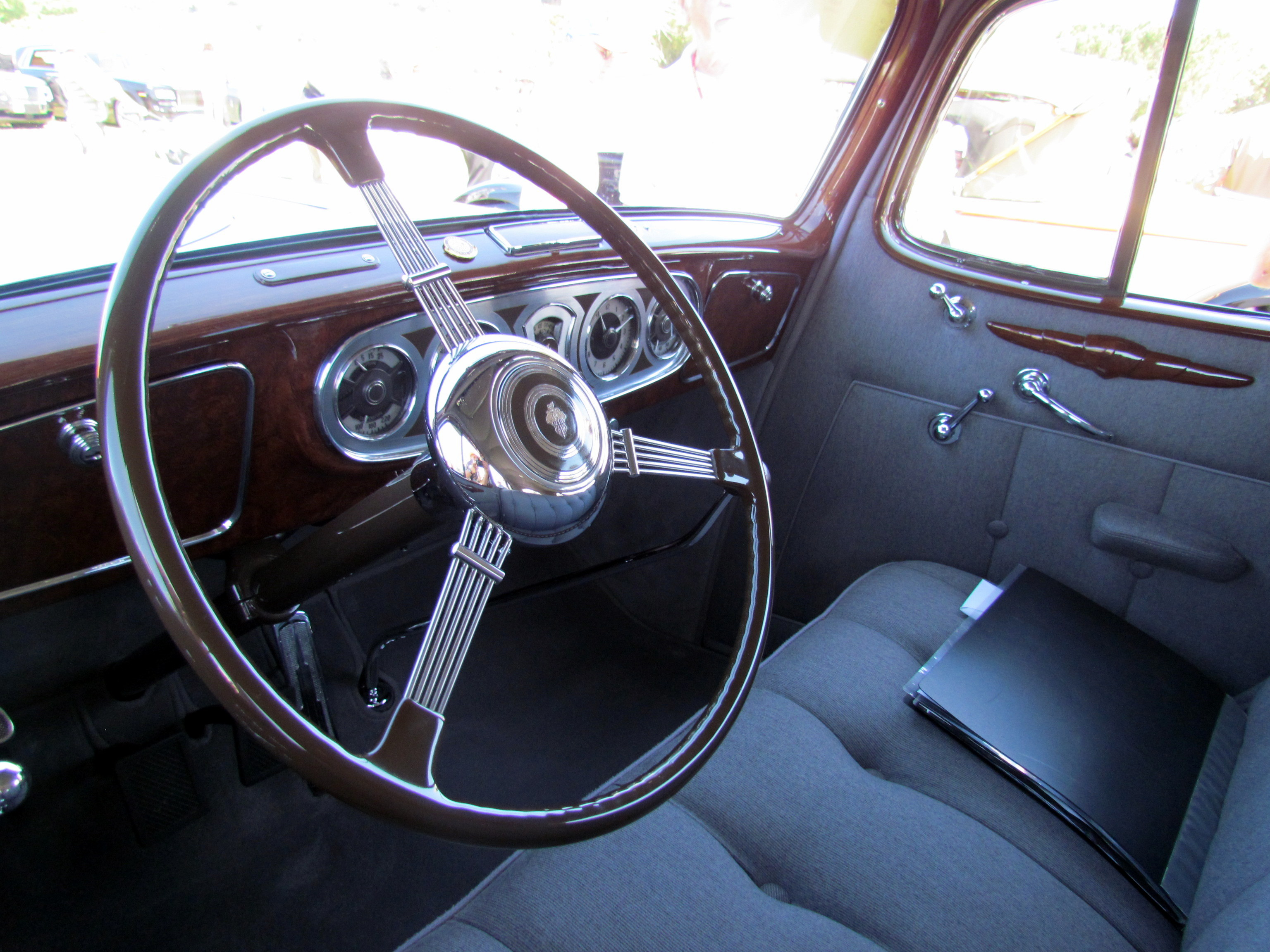
et tableau de bord
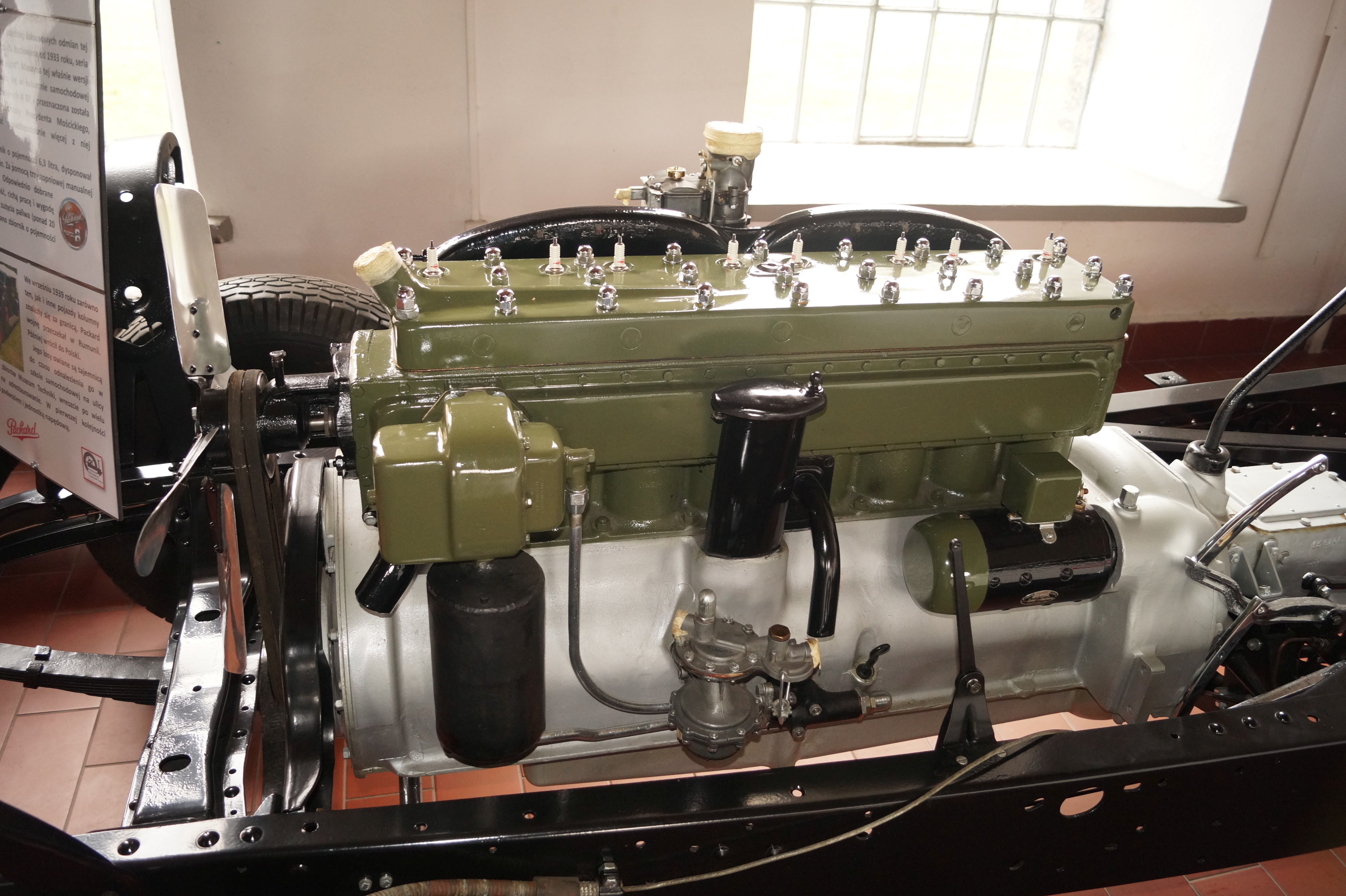
Moteur 8 cylindres en ligne Super Eight 6.3 L

### Packard Super Eight de 1948 à 1951
Packard commercialise après la Seconde Guerre mondiale, une seconde série de voiture entre 1948 à 1951, sous le nom de Packard Super Eight.

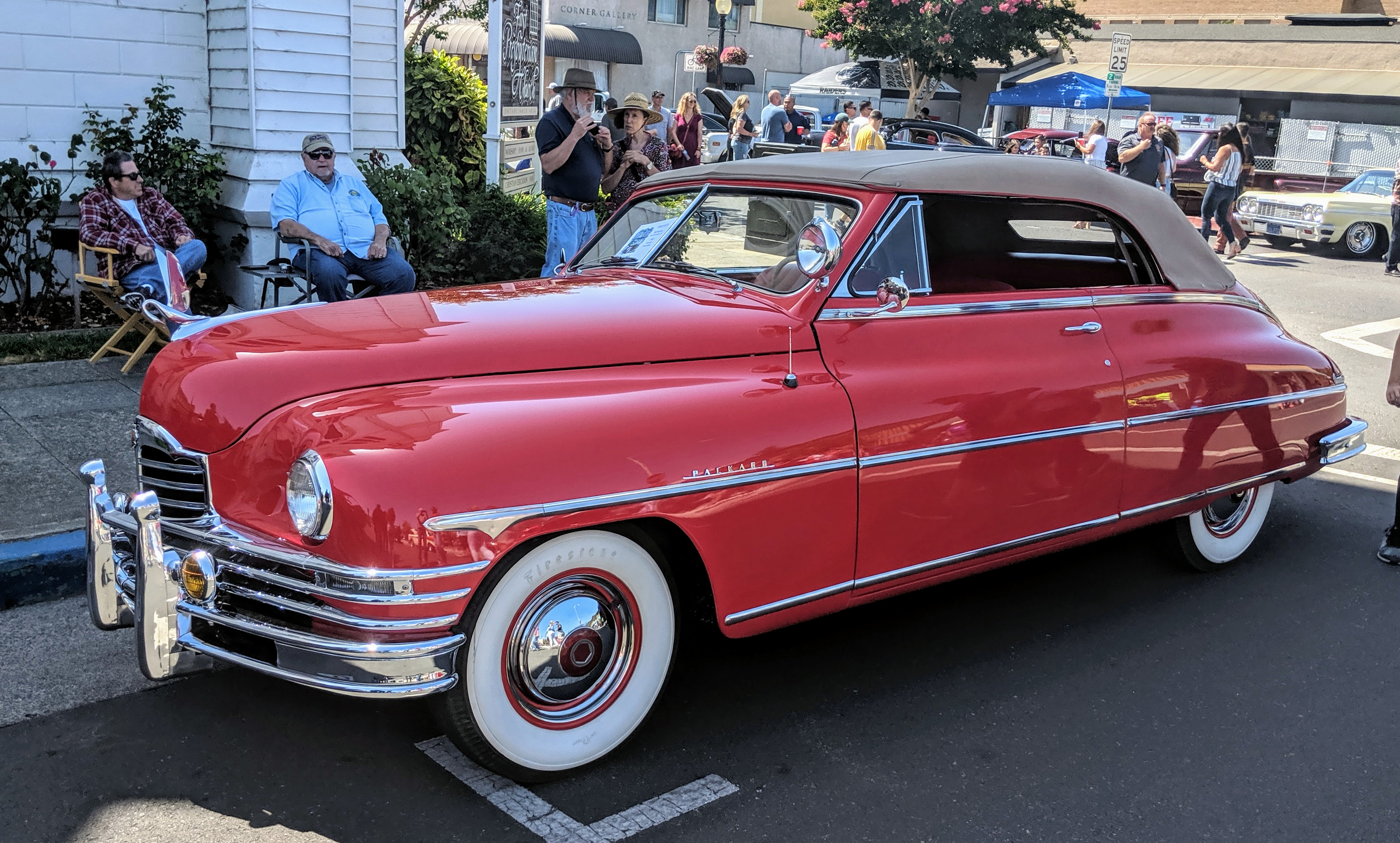
Packard Super Eight Victoria convertible (1949)
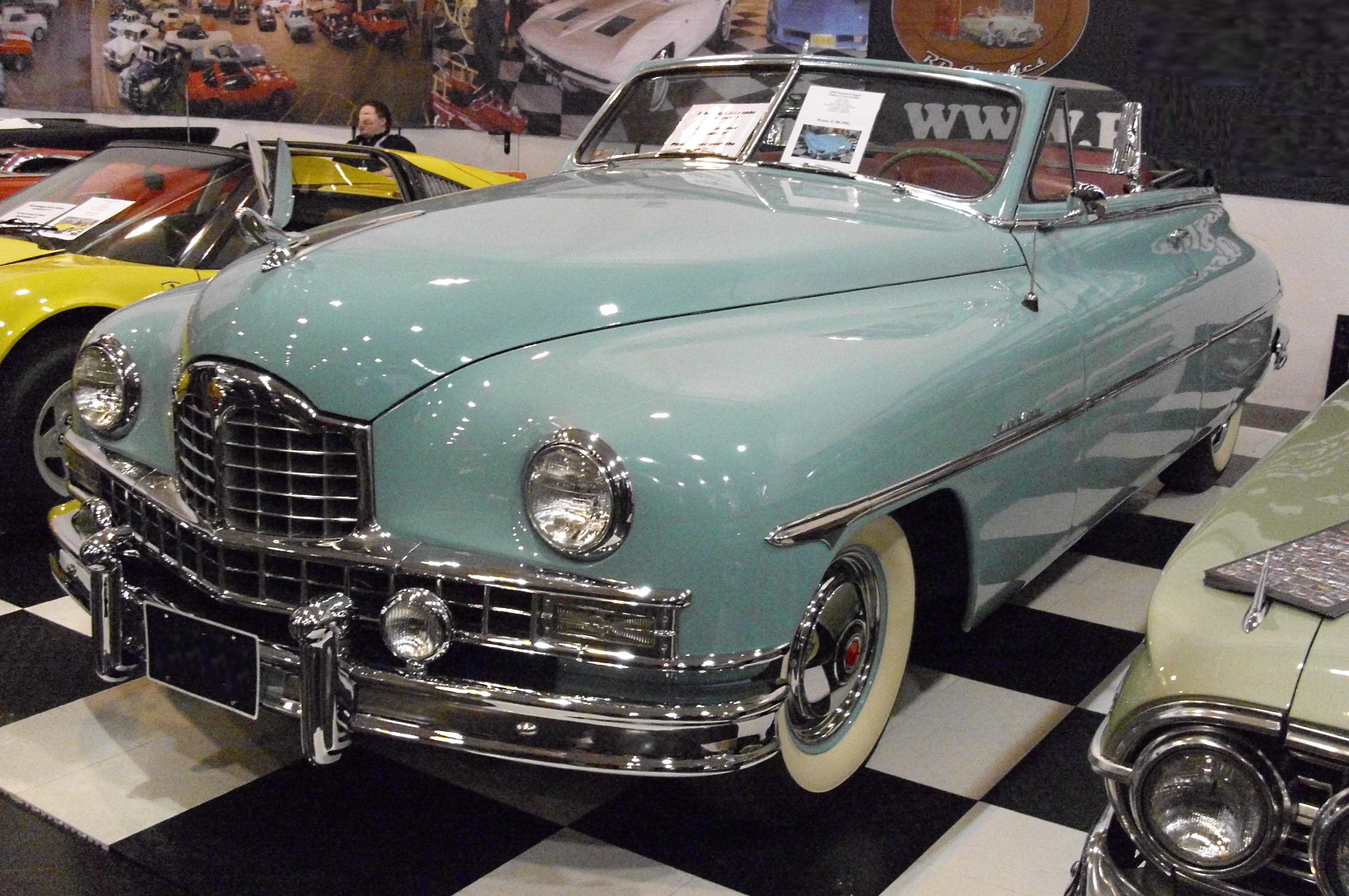
Coupé cabriolet Deluxe Victoria (1950)
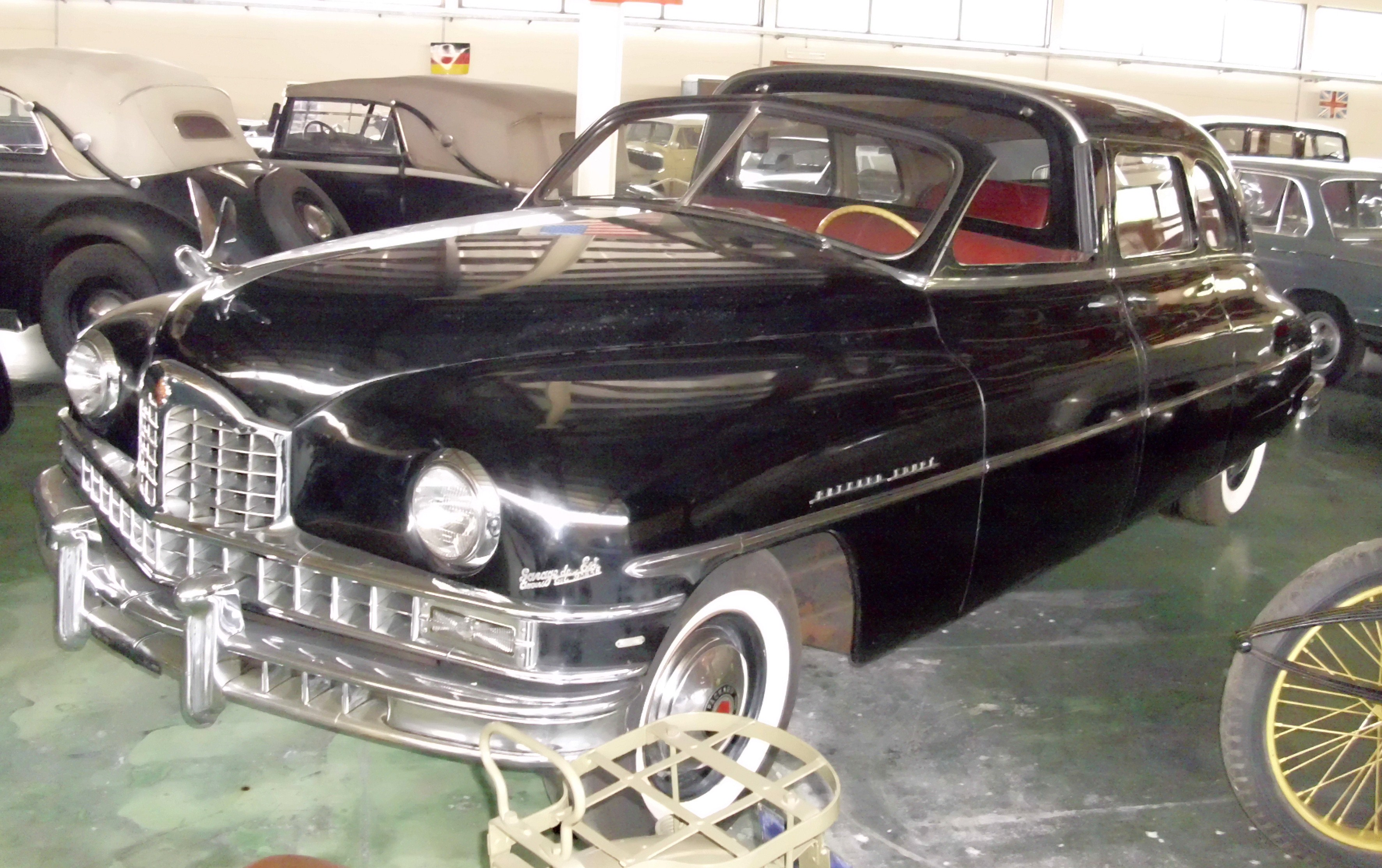
Model 2226 Coupé de Ville (1949)
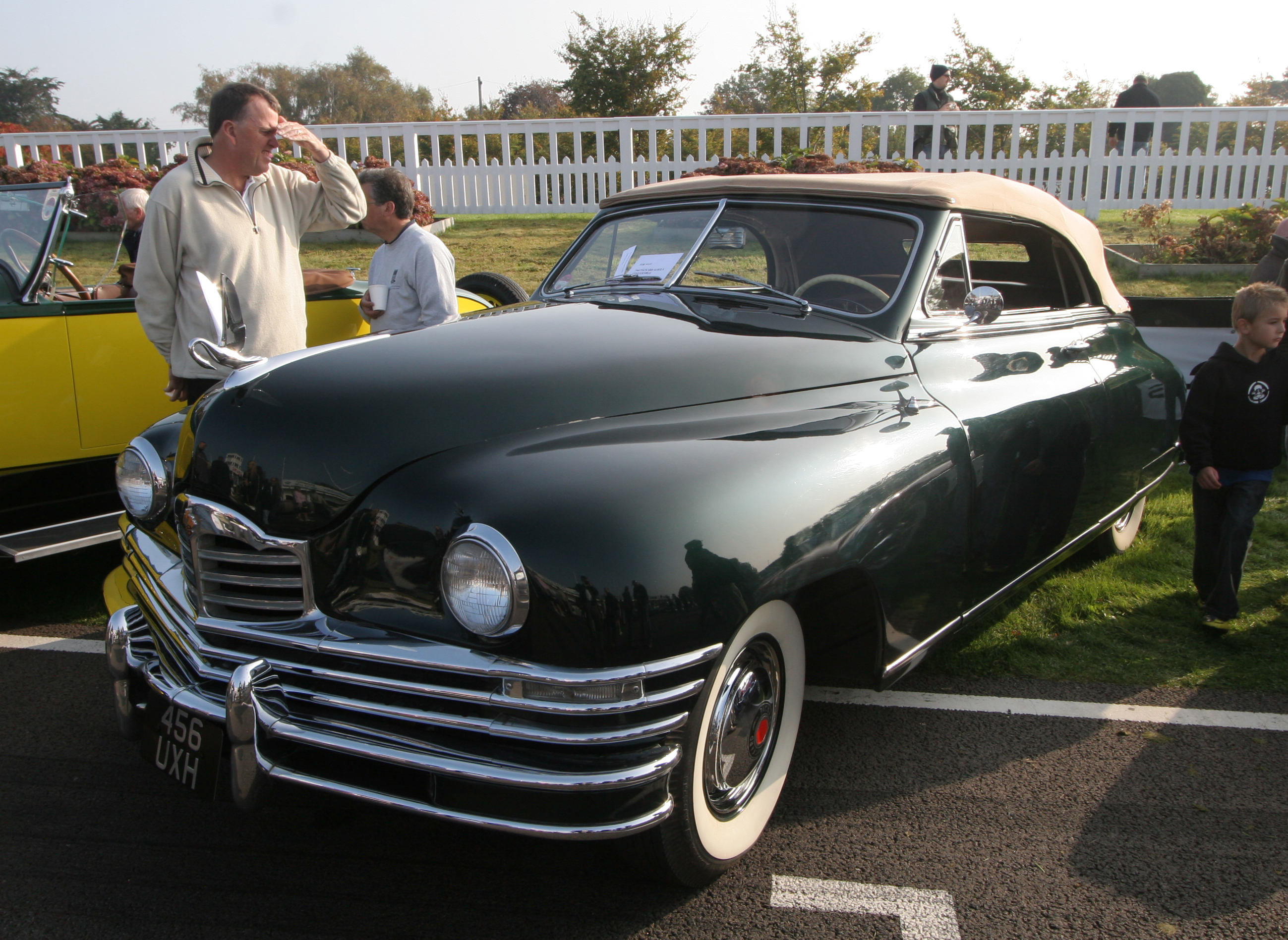
Coupé cabriolet (1949)
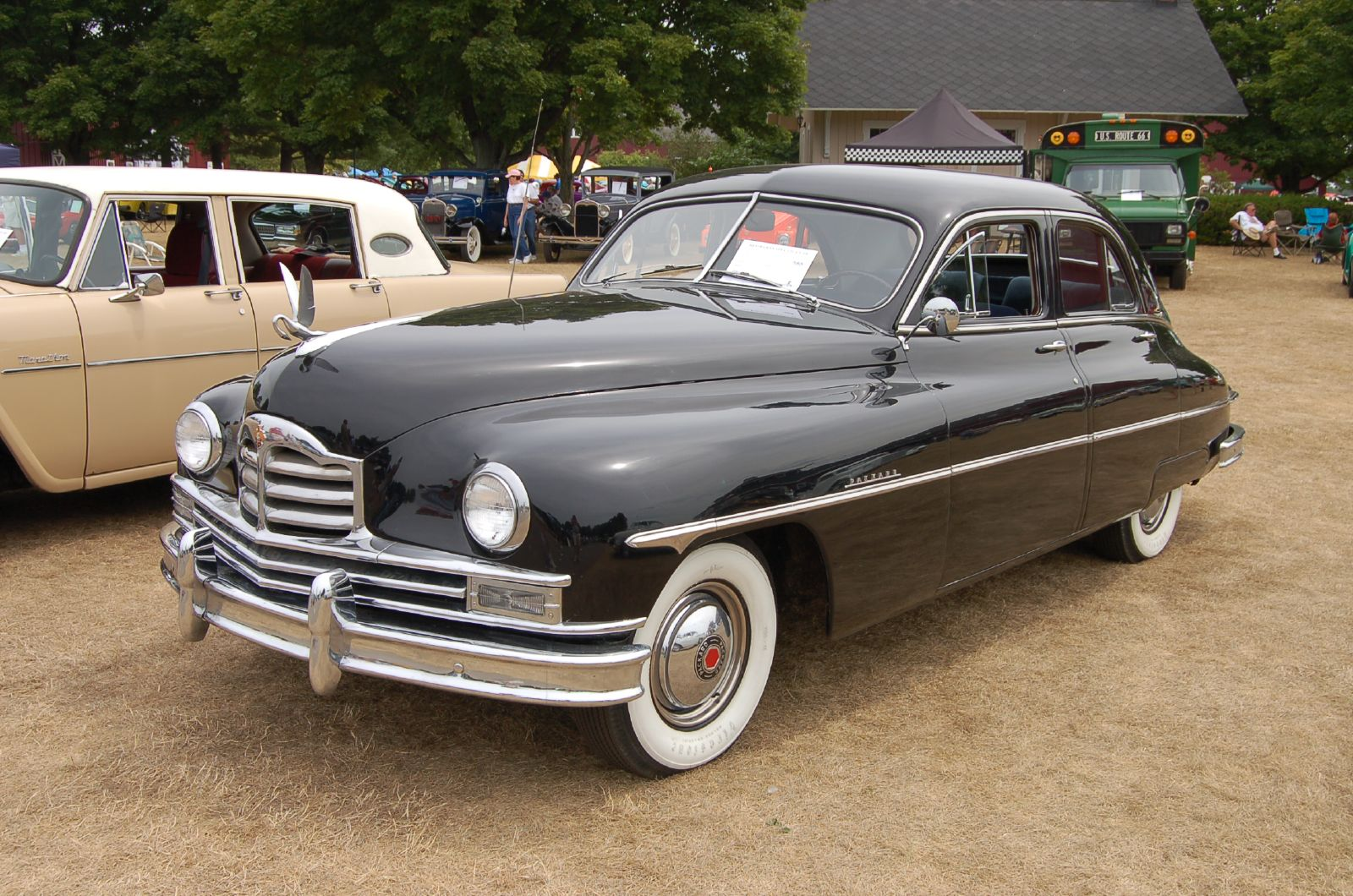
Berline (1950)